# 1864 en Belgique
Chronologie de la Belgique
- 1860
- 1861
- 1862
- 1863
- 1864
- 1865
- 1866
- 1867
- 1868

Cette page recense des événements qui se sont produits durant l'année 1864 en Belgique.

## Événements
- 4 février : fondation de la Croix-Rouge de Belgique.
- 11 août : victoire des libéraux aux législatives. C’est à l’intransigeance du leader catholique Adolphe Dechamps que les libéraux doivent leur retour en force au Parlement. Le droit de grève est accordé aux ouvriers et les syndicats sont autorisés[1].
- 3 septembre : Congrès des Catholiques à Malines.

## Culture

### Architecture

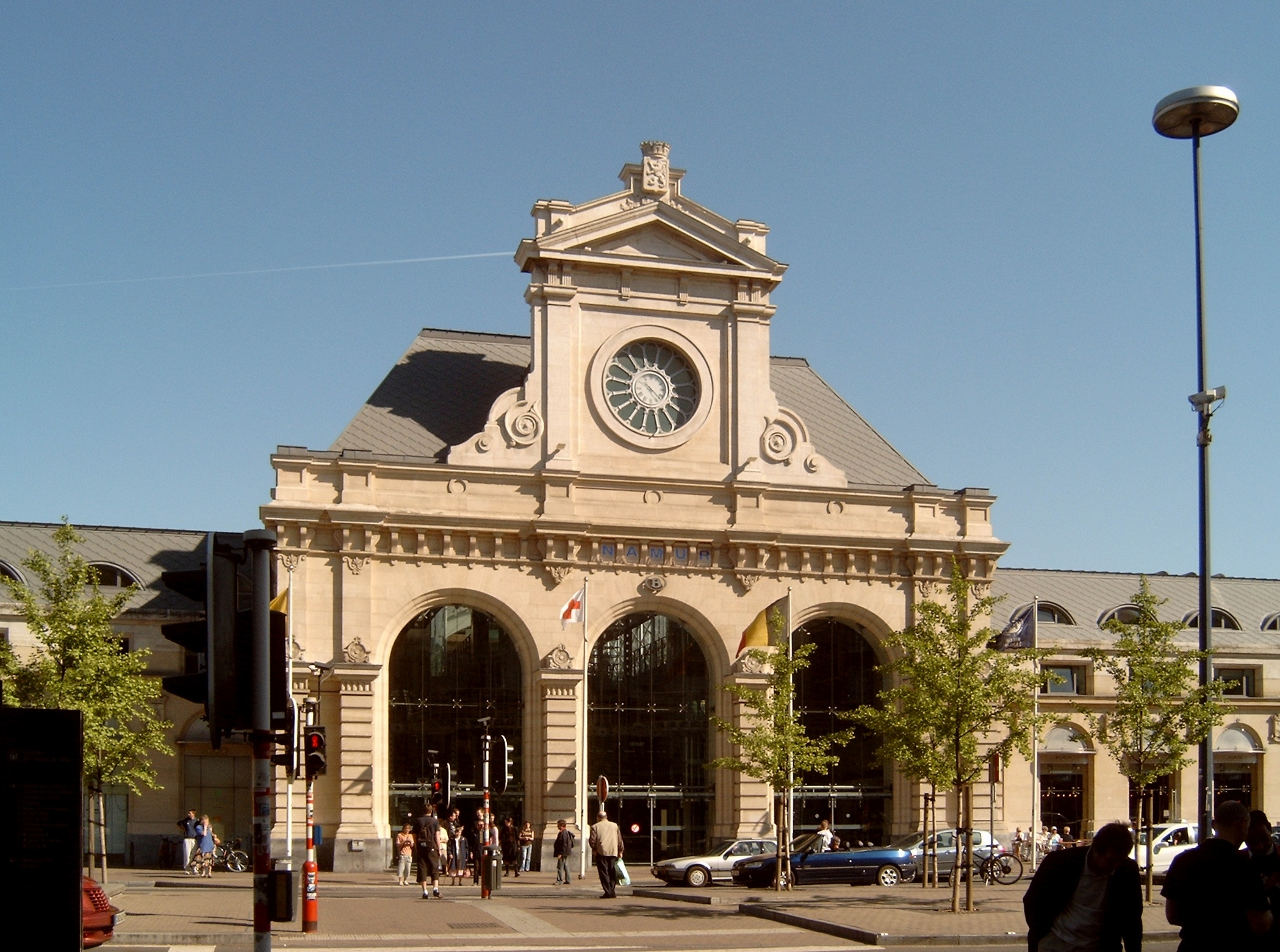
Gare de Namur

### Arts
- Le sculpteur Frans Deckers remporte le premier prix de Rome belge[2].

## Naissances
- 8 avril : Philibert Biourge, botaniste, mycologue et chimiste († 19 avril 1942).
- 1er juillet : Camille Wollès, peintre belge († 28 décembre 1942).
- 23 août : Ernest Cracco, peintre belge († 22 janvier 1944).

## Décès
- 27 mai : Léandre Desmaisières, homme politique belge (° 9 septembre 1794).